# Удаловщина
 Удаловщина — деревня в Кировской области. Входит в состав муниципального образования «Город Киров»

## География
Расположена на расстоянии примерно 11 км по прямой на запад-юго-запад от поселка Лянгасово.

## История
Известна с 1671 года как починок Федки Поколева с 2 дворами, в 1764 96 жителей, в 1802 12 дворов. В 1873 году здесь (деревня Федора Поколева или Удаловщина) отмечено дворов 16 и жителей 148, в 1905 (деревня Федора Поколева или Удаловское) 13 и 90, в 1926 (Удаловщина или Федора Поколева) 17 и 79, в 1950 23 и 48, в 1989 4 постоянных жителя. Настоящее название утвердилось с 1939 года. Административно подчиняется Октябрьскому району города Киров. Ныне имеет дачный характер.

## Население
Постоянное население составляло 5 человек (русские 100%) в 2002 году, 0 в 2010.